# 広島市立大州中学校
広島市立大州中学校（ひろしましりつ おおずちゅうがっこう）は、広島市南区大州にある公立中学校。

## 概要
付近は中小規模の工場が多く集まる地区である。東西に走る旧国道2号（広島県道164号線）に沿って自動車販売店や飲食店など多くのロードサイド店舗が並ぶ。すぐ東側には府中大川が流れ、少し北側にはJR山陽本線と山陽新幹線が走る。

## 沿革
- 1948年（昭和23年）4月 - 広島市立第一中学校青崎分校として広島市仁保町字延命 (現広島市南区堀越3丁目の一部)にある日本製鋼所広島製作所の敷地内に間借りする形で開校[2]
- 1949年(昭和24年)4月青崎中学校に校名変更。
- 1958年(昭和33年)4月青崎中学校閉鎖、大州中学校に統合。

## 学区
大州、青崎、向洋新町の各学区

## 周辺施設
- マツダ本社
- マツダスタジアム
- 天神川駅
- イオンモール広島府中

## 著名な出身者
- 金本知憲（元プロ野球選手、野球解説者）
- 河野佳（プロ野球選手）
- 大屋翼（サッカー選手）